# تشخیص پزشکی

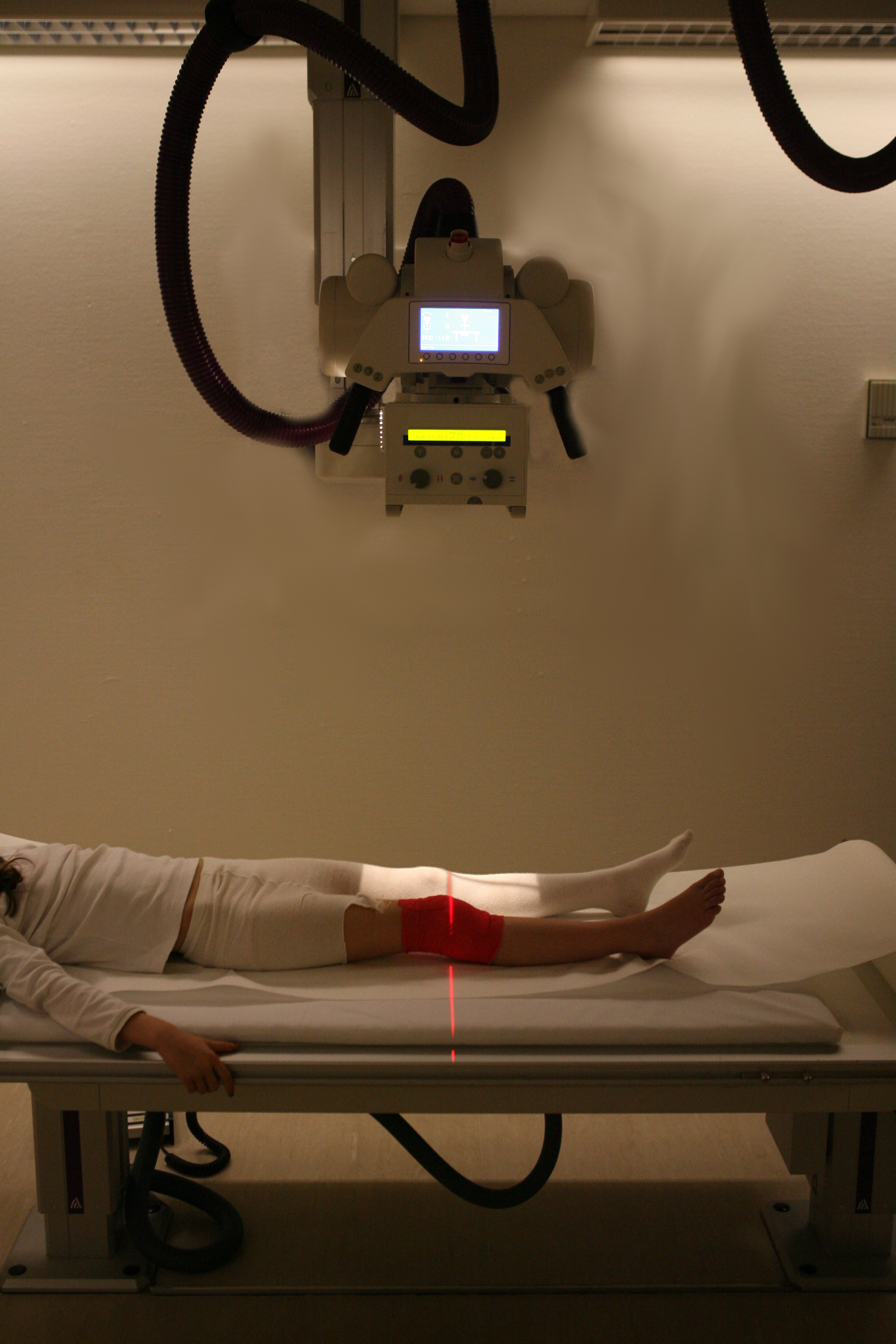
پرتوشناسی از مهمترین ابزارهای تشخیص پزشکی است.

تشخیص پزشکی  به تعیین بیماری‌ها یا شرایطی که باعث بروز نشانه یا علامت بیماری گردد گفته می‌شود.
تشخیص پزشکی که با نشانه‌های اختصاری (Dx) یا (dx) نشان داده می‌شود، از چالش‌های مهم در پزشکی به‌شمار می‌رود، زیرا بسیاری از نشانه‌های بیماری اختصاصی نیستند.

## روش‌های تشخیص پزشکی
به‌طور عمومی پنج روش تشخیص پزشکی وجود دارند:
- تشخیص افتراقی که برای یافتن یک مورد خاص (تشخیص بیماری) وقتی چندین گزینه جایگزین محتمل دیگر وجود دارند به کار می‌رود.
- بازشناخت الگو که بر اساس دسته بندی الگوهای بالینی صورت می‌گیرد.
- الگوریتم پزشکی که بر پایه تشخیص پله پله پیش می‌رود.
- معیارهای تشخیصی با نشانه‌های اختصاصی بیماری در مواردی که نشانه‌های بیماری فقط به یک بیماری مشخص مربوط می‌شوند.
- سامانه کمکی تصمیمی بالینی که استفاده از رایانه در تشخیص بیماری است.